# Зайцева Тетяна Варфоломіївна
Зайцева Тетяна Варфоломіївна (31 грудня 1898 (12 січня 1899), с. Великомихайлівка, тепер Покровського району Дніпропетровської області — 24 березня 1964, Київ) — українська мовознавиця, кандидат філологічних наук з 1943. Сестра ентомолога Д. В. Зайцева.

## Біографія
Закінчила 1927 Харківський ІНО.
З 1945 — в Інституті мовознавства АН УРСР (протягом 1948—1963 була старшим науковим співробітником).
Розробляла питання лінгвостилістики, зокрема синтаксису мови української художньої літератури (статті «Стилістичне значення генітива приналежності й присвійних прикметників», 1930; «Із студій над мовою Шевченкового „Кобзаря“», 1946), історії української лексикографії (ст. «Сорок років української радянської лексикографії», 1957), теорії лексикографії (статті «Методологічні основи нового „Українсько-російського словника“», 1951; «Лексикографічна розробка структурно і семантично близьких слів», 1963, рос. мовою).
Одна з укладачів і редакторів «Українсько-російського словника» (т. 1-6, 1953—1963).